# Hieracium intonsum
Hieracium intonsum es una especie de planta con flor del género Hieracium, de la familia Asteraceae, orden Asterales.

## Distribución
Hieracium intonsum se distribuye por España.

## Taxonomía
Fue descrita científicamente por Zahn.
Tratamiento taxonómico
La especie aparece registrada y publicada en H.G.A.Engler (ed.), Pflanzenr.